# Cloral (compuesto químico)
El cloral, también conocido como tricloroetanal, es un compuesto orgánico que se obtiene por cloración del acetaldehído; de fórmula CCl3CHO. El hidrato de cloral fue uno de los primeros psicofármacos utilizados en psiquiatría; sintetizado en 1832 por el alemán Justus Von Liebig, fue usado por primera vez en 1869 por Oskar Liebreich como sedante.
El cloral usa como base para fabricar cloroformo y pesticidas como el DDT o Gesarol (dicloro difenil tricloroetano). En la actualidad, el hidrato de cloral se utiliza para preparaciones magistrales en hospitales y como sedante en pediatría.

## Características
El hidrato de cloral es un líquido aceitoso que se une con muchos compuestos tales como el agua. Es una sustancia con dos grupos oxidrilos unidos al mismo átomo de carbono.

## Obtención
El cloral (tricloroacetaldehído) se obtiene haciendo burbujear dicloro (antiguamente llamado cloro) en etanol en medio acuoso.

En esta reacción se produce la deshidrogenación del alcohol seguida de la formación de distintos intermedios clorados, hasta llegar al hidrato de cloral:
H3C-CH2OH + 4 Cl2 + H2O → Cl3C-CH(OH)2 + 5HCl

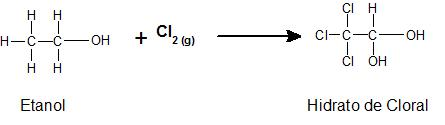
Síntesis del hidrato de cloral (ChemSketch)

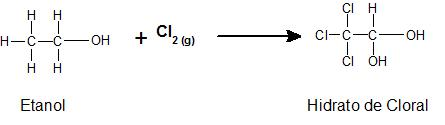
Síntesis del hidrato de cloral (ChemSketch).

La estabilidad de este compuesto (hidrato de cloral) se debe al efecto inductivo del grupo triclorometilo (Efecto -I); durante la síntesis el tricloroacetaldehido también puede reacción con alcoholes y formar hemiacetales que son cristalinos; o reaccionar con amoniaco para producir amoniacatos de aldehído.
A partir del hidrato de cloral se obtiene el cloral por destilación con ácido sulfúrico concentrado en relación 1:1. El cloral es un líquido de olor picante y punto de ebullición (98 °C).
Comercialmente, el cloral se produce mediante la cloración de acetaldehído (o etanol) en ácido clorhídrico, utilizando como catalizador tricloruro de antimonio SbCl3; lo cual genera hidrato de cloral.

## Reacciones clave
Para la síntesis del DDT, el cloral es tratado con clorobenceno en presencia de ácido sulfúrico como catalizador:
Cl3CCHO + 2 C6H5Cl → Cl3CCH(C6H4Cl)2 + H2O
Esta reacción fue descrita por Othmar Zeidler en 1874.

El cloral también se puede utilizar para la obternción de cloroformo, en esta reacción se trata el cloral con hidróxido de sodio se obtiene cloroformo y formiato de sodio:
Cl3CCHO + NaOH → Cl3CH + HCOONa
A partir del cloral también se produce el herbicida metoxiclor.

## Farmacología
El cloral se administra por vía oral o rectal. De absorción rápida se metaboliza en el hígado por acción de la adehido deshidrogenasa y es convertido en tricloroetanol (activo) que tiene acción hipnótica y que luego es metabolizado en ácido tricloroacético (inactivo) por la enzima alcohol deshidrogenasa. Entre un 70-80 % del metabolito activo se une a proteínas y la vida media es de 4 a 12 horas. El tricloroetanol se conjuga con el ácido glucurónico y luego la excreción se realiza en la orina principalmente, y en menor cantidad en la bilis.
Existen las marcas comerciales Aquachloral® (descontinuado), Chloralum®, Somnote® (los dos últimos no tienen aprobación de la FDA).
El hidrato de cloral es un fármaco hipnótico relativamente seguro y efectivo que se usa como sedante en niños que van a someterse a procedimientos como electroencefalograma (EEG), tomografía axial computarizada (CAT Scan), imágenes por resonancia magnética (MRI) y otros. Esta medicina ayuda a relajar al niño y la mayoría de ellos no recuerdan el procedimiento. Por lo general se usa en niños de cuatro años de edad o menores. Es preciso obtener autorización de uno de los padres o del tutor legal antes de administrar la medicina.